# Penonggol
Penonggol is een bestuurslaag in het regentschap Serdang Bedagai van de provincie Noord-Sumatra, Indonesië. Penonggol telt 1211 inwoners (volkstelling 2010).